# Concile de Tours (813)
Pour les articles homonymes, voir Concile de Tours.

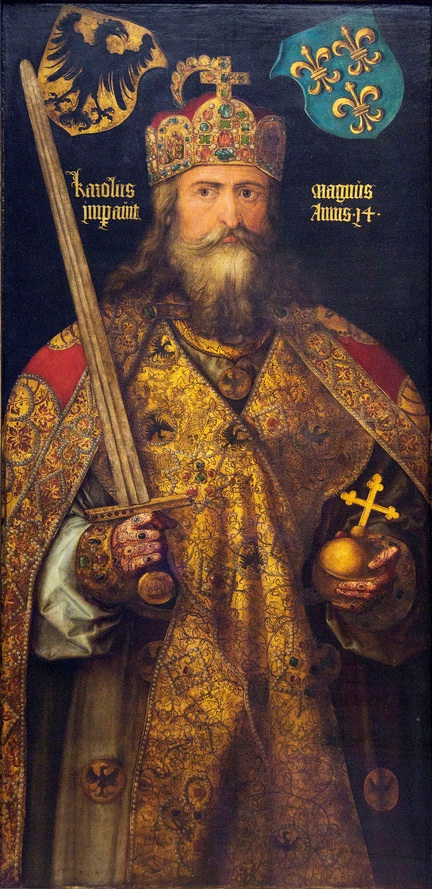
Charlemagne, par Albrecht Dürer

Le concile de Tours est l'un des cinq conciles régionaux réunis par Charlemagne au mois de mai 813, avec ceux de Mayence sur les écoles, de Chalon supprimant les pénitentiels, de Reims et d’Arles. Il est important à un double titre, à la fois sur le plan religieux et sur le plan linguistique.
Le concile de Tours marque une étape importante, un moment fondamental dans la christianisation de l'Occident. Dans le canon 17, les évêques rassemblés par Charlemagne établissent que, dans les territoires correspondant à la France et l'Allemagne actuelles, les homélies ne seront plus prononcées en latin mais en « rusticam Romanam linguam aut Theodiscam, quo facilius cuncti possint intellegere quae dicuntur », c’est-à-dire dans la « langue romane rustique », forme de proto-gallo-roman ou dans la « langue tudesque » (germanique), « afin que tous puissent plus facilement comprendre ce qui est dit »,.
C'est l'une des plus anciennes preuves qu'à cette époque le latin n'est plus parlé ni compris par le peuple,.
Le concile de Tours proclame ainsi la reconnaissance des deux plus grandes composantes linguistiques qui constituaient l’Empire de Charlemagne : le monde roman, de tradition latine et le monde germanique. Il y avait au concile de Tours des évêques de l’une et l’autre composantes. Du côté roman, la prédication allait être dès lors faite en langues « romanes » mais « rustiques », c’est-à-dire dans les parlers qui descendaient du latin ; de l’autre côté, dans les parlers germaniques. Ces deux grands ensembles linguistiques — l’ensemble roman et l’ensemble germanique — perdurent jusqu'à nos jours.
Il faut cependant attendre 842 et les Serments de Strasbourg pour que le premier texte complet écrit dans une langue issue du latin et clairement distincte de cette langue soit attesté. C'est, de fait, le plus ancien texte en langue romane attestée. Le premier texte littéraire, quant à lui, est la Séquence de sainte Eulalie (autour de 880-881).
Le concile de Tours proclama par ailleurs que les douze jours de Noël jusqu'à l'Épiphanie étaient une période festive et sacrée.

### Sources, note et/ou références
- H. Jedin (red.), Handbuch der Kirchengeschichte 3-I (Freiburg im Breisgau: Herder, 1999), p. 91 à 113.